# 荷花街道 (周口市)
荷花街道，是中华人民共和国河南省周口市川汇区下辖的一个乡镇级行政单位。

## 行政区划
荷花街道下辖以下地区：
永光社区、荷花社区、中州商城社区、纺城社区、文化社区、闫庄社区、前王庄社区、前王营社区和西杨庄社区。